# 네이선 비숍
네이선 제임스 비숍(영어: Nathan James Bishop, 1999년 10월 15일 ~ )은 잉글랜드의 축구 선수로 현재 선덜랜드에서 골키퍼로 뛰고 있다.

## 수상

### 클럽
맨체스터 유나이티드
- EFL컵 : 우승 (2022-23)